# Stan Marsh
Stanley "Stan" Randall Marsh er en fiktiv figur i den animerede tv-serie South Park. Han er fremført af og løst baseret på seriens medskaber Trey Parker. Han er en af seriens fire centrale figurer, sammen med sine venner Kyle Broflovski, Kenny McCormick, og Eric Cartman. Han debuterede på tv, da serien blev sendt første gang den 13. august 1997, efter først at have optrådt i The Spirit of Christmas-kortfilmene skabt af Parker, og hans samarbejdspartner gennem lang tid, Matt Stone, i 1992 (Jesus vs Frosty) og 1995 (Jesus vs Santa).
Stan går i fjerde klasse og har som oftest ekstraordinære oplevelser, der ikke er typiske for det traditionelle landsbyliv i sin fiktive hjemby South Park, Colorado. Stan er generelt flink, ærlig, smart, velmenende, selvsikker, og ofte deler han en ledende rolle som seriens hovedfigur med med Kyle. Stan er udtrykker sig ofte kritisk over, at de voksne beboere i byen, sjældent gør brug af deres kritiske sans.
Stan er animeret ved hjælp af computer, for på en måde at efterligne seriens oprindelige metode, der var papudklipsanimation. Han optræder også i spillefilmen fra 1999 South Park: Bigger, Longer & Uncut, samt South Park-relaterede medier og merchandise. Mens Parker og Stone skildrer Stan med almindelige barnlige tendenser, er hans dialog ofte beregnet til at afspejle hans standpunkter og synspunkter om mere voksen-orienterede spørgsmål, og er blevet hyppigt citeret i en lang række publikationer af eksperter inden for politik, religion, popkultur og filosofi.

## Rolle iSouth Park
Stan Marsh går i fjerde klasse på South Park Elementary, hvor han undervises af Mr. Garrisons. I løbet af seriens første 58 afsnit (Fra 1997 op til og med episoden "4th Grade" i 2000) var Stan og de øvrige hovedpersoner i tredje klasse. Han bor i South Park med sin far Randy, en geolog, og mor Sharon, sekretær på en rhinoplastik-klinik. Stan lever også med sammen sin 12-årige søster Shelley, der tyranniserer ham og tæver ham på en regelmæssig basis. Også hans kørestolbundne, over 100 år gamle, bedstefar Marvin, der, i forlængelse af sin dementhed, konsekvent kalder Stan for "Billy" og har tidligere forsøgt at påvirke Stan til begå medlidenhedsdrab på ham.
Stan er ofte flov og/eller irriteret over sin fars krumspring og hyppigt fuldskab i offentligheden. Stans forhold som nevø til sin onkel Jimbo modtager moderat opmærksomhed i seriens første to sæsoner.
Blandt hovedpersonerne, er Kyle det eneste jødiske barn, Cartman er genkendt på sin fedme, og Kenny er kendt for at være fattig og dør i næsten alle episode af seriens første fem sæsoner. I modsætning til at have særligt fremtrædende træk, er Stan portrætteret som menigmand i gruppen, som seriens officielle hjemmeside beskriver ham som "et normalt, gennemsnitligt, amerikansk, blandet barn".
Stan er modelleret efter Parker, mens Kyle er modelleret efter Stone. Stan og Kyle er bedste venner, og deres forhold har til formål at afspejle det virkelige livs venskab mellem Parker og Stone, er et gennemgående emne i hele serien. De to har deres uenigheder, men forenes altid uden langsigtede skader på deres venskab. Som det er tilfældet med de andre venner og klassekammeraterne, er Stan ofte i strid med Cartman, og bliver ofte fortørnet over hans adfærd og gør åbent grin med hans vægt.
Stan deler også et nært venskab med Kenny, mens Kenny mener, at Stan er en af "de bedste venner, en fyr kan have". Stan kan forstå Kennys dæmpede stemme perfekt, og udbryder typisk slagordene "Oh my God, they killed Kenny!" (da. Åh Gud! De dræbte Kenny!), efterfulgt af en af Kennys død, hvilket giver Kyle muligheden for at følge op med "You bastards!" (da. Idioter!).
Stan er den eneste i gruppen, der har haft en fast kæreste, Wendy, og deres forhold var et tilbagevendende emne i seriens tidligere sæsoner. Trods forsoning og erklæring om at være et par igen i sæson 12-afsnittet "Super Fun Time" (2008) efter Wendy havde slået op med ham i sæsonen syv-afsnittet "Raisins" (2003), har deres forhold modtaget relativt lidt fokus i de senere sæsoner. Som en løbende joke, brækker en nervøs Stan sig ofte, når Wendy nærmer sig for at kysse ham eller tale med ham. I mange af afsnittene, overvejer Stan etik i overbevisninger, moralske dilemmaer, og omstridte spørgsmål, og vil ofte reflektere over de erfaringer, han har opnået med en tale, der ofte begynder med "You know, I learned something today ..." (da. Ved du hvad – jeg lærte noget i dag...).
Da alle børnefigurerne i serien, er skabt efter samme grundskabelon (Eric Cartman og Timmy er undtagelserne), kan Stan altid kendes på sit tøj og i særdeleshed sit sorte hår og huen med den røde kvast. I afsnittet "Super Best Friends" fra sæson 5, bliver drengene medlem af en Scientology-agtig kult, der kræver, at de får klippet alt håret af og klæder sig i nogle hvide kitler. Dette gør, at det ikke er muligt at se forskel på drengene, hvilket også indikeres ved, at Stan på et tidspunkt ikke engang ved, hvem han selv er under en samtale med Kyle, hvorefter han trækker sin hue frem og tager den på.

## Karakteren

### Kreation og design
En unavngiven forløber for Stan optrådte første gang i den første The Spirit of Christmas-kortfilm, kaldet Jesus vs Frosty, skabt af Parker og Stone i 1992, mens de var studerende på universitetet i Colorado. Karakteren var sammensat af papudklip og animerede ved brug af stop motion. Da de tre år senere fik til opgave at oprette en anden kortfilm som et videojulekort af vennen Brian Graden, som han kunne sende til sine venner, lavede Parker og Stone en ny kortfilm, kaldet Jesus vs Santa, hvor Stan også optræder. Stan dukkede op næste gang den 13. august 1997, da South Park fik premiere på Comedy Central med episoden "Cartman Gets an Anal Probe". 
I tradition af seriens animationsstil, består Stan af enkle geometriske former og farver. Han har ikke de samme fritgående bevægelse som andre håndtegnede karakterer. Hans karakter er for det meste vist fra kun én vinkel, og hans bevægelser er animerede i en bevidst rykvis metode. Siden seriens andet afsnit, "Weight Gain 4000" (sæson et, 1997), er Stan, ligesom alle andre figurer i serien, blevet animeret med computer-software, selvom han er portrætteret for at give det indtryk, at showet stadig udnytter sin oprindelige teknik.
Stan er normalt afbildet i vinterpåklædning, der består af en brun jakke, blå denimjeans, røde handsker/vanter, og en rød-skygget blå strikhue pyntet med en dekorativ rød pom-pon. I de sjældne tilfælde, hvor han optræder uden sinhue, kan det ses, at han har sort hår. Han fik sit fulde navn i sæson et-afsnittet "An Elephant Makes Love to a Pig", og han deler sit efternavn "Marsh" med Parkers sted-bedstefar.
Mens Stans stemme oprindeligt blev optaget uden computermanipulation, indtaler Parker nu inden for sit normale vokale rækkevidde og samtidig tilføjes der en barnlig bøjning. Den registrerede lyd redigeres derefter med Pro Tools, og indspilningen ændres for at få stemmen til at ligne en fjerde-klasseselev mere. 
Stans fødselsdag er den 19. oktober, hvilket også er Trey Parkers fødselsdag.

### Personlighed og kendetegn
Stan ligesom sine venner stor i munden og fungerer som et middel til Parker og Stone for at vise, hvordan de påstår, at unge drenge virkelig taler, når de er alene. Som svar på visse situationer, navnlig i tidligere sæsoner, udbryder Stan ofte "Dude, this is pretty fucked up right here". Mens han er kynisk og respektløs, bemærker Parker stadig, at der er en "underliggende sødme" i figuren, og Time Magazine beskrev Stan og vennerne som "til tider grusomme, men med en kerne af uskyld". Han morer sig over kropsfunktioner og toilethumor, og hans foretrukne tv-personligheder er Terrance and Phillip, en canadisk duo, der optræder i serien, som i stor stil anvender vittigheder med prutter.
Den eneste voksne i showet, som Stan konsekvent betroede var Chef, cafeteriaet-medarbejderen på sin skole, fordi Stan generelt ikke bryder sig om resten af seriens voksne på grund af deres tendens til at både opføre sig irrationelt, når de udsættes for svindel, kulter, og sensationsprægede mediehistorier, hvor han ofte selv er skeptisk, og engagere sig i hyklerisk adfærd. Han tvivler på lovligheden af holistisk medicin, erklærer kulter for farlige, og betragter dem, der hævder at være synsk medier som svindlere, særligt ved at erklære John Edward for at være "den største tumpe i universet" (the biggeste douche in the universe). 

## Kulturel indflydelse
Stan tilbyder ofte sit perspektiv på religion, og han var i centrum for en af de mere kontroversielle af seriens afsnit, "Trapped in the Closet" (sæson ni, 2005), hvor han blev anerkendt som reinkarnationen af Scientologis grundlægger L. Ron Hubbard, før han tager afstand fra kirken og kalder for "en stor fed global fidus". 
I seriens knapt 14 sæsoner, har Stan rettet fokus mod andre emner som homoseksualitet, hate crime-lovgivning, borgerlige frihedsrettigheder, det at være forældre, illegal indvandring, at stemme, alkoholisme, og race relationer. Hans kommentarer om disse emner er blevet fortolket som udsagn, Parker og Stone forsøger at komme med til seerne, og disse udtalelser har været genstand for megen kritisk analyse i medierne og den litterære verden. Bogen South Park and Philosophy: You Know, I Learned Something Today omfatter et essay, hvor East Carolina Universitys filosofi-professor Henry Jacoby sammenligner Stans aktioner og argumentationer i showet til William Kingdon Cliffords filosofiske lære. Et andet essay af Southern Illinois Universitys filosofi-professor John S. Gray som henviser til Stans beslutning om ikke at stemme på nogen af kandidaterne til skolemaskot-valget i sæsonen otte-afsnittet "Douche and Turd" (2004), når der beskrives den politiske filosofi og de påståede faldgruber i et toparti-system. Essays i bøgerne South Park and Philosophy: Bigger, Longer, and More Penetrating, Blame Canada! South Park and Contemporary Culture og Taking South Park Seriously har også analyseret Stans perspektiver inden for rammerne af de populære filosofiske, teologiske og politiske begreber.

De, der deler den fælles politiske holdning som Stan og de andre i serien, giver udtryk for, beskrives ofte som South Park-republikanerne eller South Park-konservative, navne der tilskrives den politiske kommentator Andrew Sullivan.

Parker og Stone nedtoner selv seriens retning mod et bestemt politisk tilhørsforhold, og benægter at have en politisk dagsorden, når de skriver en episode. Som svar på fokus på satire-elementerne i South Park, har Parker sagt, at det vigtigste mål for serien er at skildre Stan og vennerne som "børn, der blot prøver på at være børn", som et middel til nøjagtig fremvisning "hvad det vil sige at være i grundskole i USA". 

## I andre medier
Stan havde en stor rolle i spillefilmen South Park: Bigger, Longer & Uncut, der var baseret på serien, og var med på filmens soundtrack, hvor han synger de samme numre, der fremføres i filmen.
Stan figurerede også i dokumentarfilmen The Aristocrats, hvor han hører Cartman fortælle sin version af filmens vittigheder, og i "The Gauntlet", en kort spoofing på både Gladiator og Battlefield Earth, der blev sendt i forbindelse med MTV Movie Awards 2010. Han optrådte også kort under åbningsmontagen af 58. Primetime Emmy Awards i en kort parodi inspireret af en scene fra "Trapped in the Closet". Parker opfører sig som Stan på sange fra Chef Aid: The South Park Album og Mr. Hankey's Christmas Classics.
Stan vises også i fire South Park-relaterede computerspil: I South Park, er Stan kontrolleret af spilleren gennem first person shooter-mode, der forsøger at afværge fjender fra at terrorisere byen South Park. I South Park: Chef's Luv Shack, har brugeren mulighed for at spille som Stan, når de deltager i spillets flere "minispil" baseret på andre populære arkade spil. I racerspillet South Park Rally, kan en bruger race som Stan mod andre brugere at spille som andre figurer, mens man vælger at placere ham i en af en række forskellige køretøjer. I South Park Let's Go Tower Defense Play!, kan Stan vælges som en spilbar figur, der anvendes til at etablere et tårn-forsvar mod spillets antagonister.